# Flori Lang
Flori Lang (ur. 30 stycznia 1983 w Zurychu) – szwajcarski pływak, specjalizujący się głównie w stylu grzbietowym, dowolnym i motylkowym.
Wicemistrz Europy z Eindhoven na 50 m stylem grzbietowym, srebrny medalista mistrzostw Europy na krótkim basenie ze Szczecina na 50 m grzbietem.
Olimpijczyk z Pekinu (19. miejsce na 50 m stylem dowolnym i 13. miejsce w sztafecie 4 x 100 m stylem zmiennym). 